# ソグド人

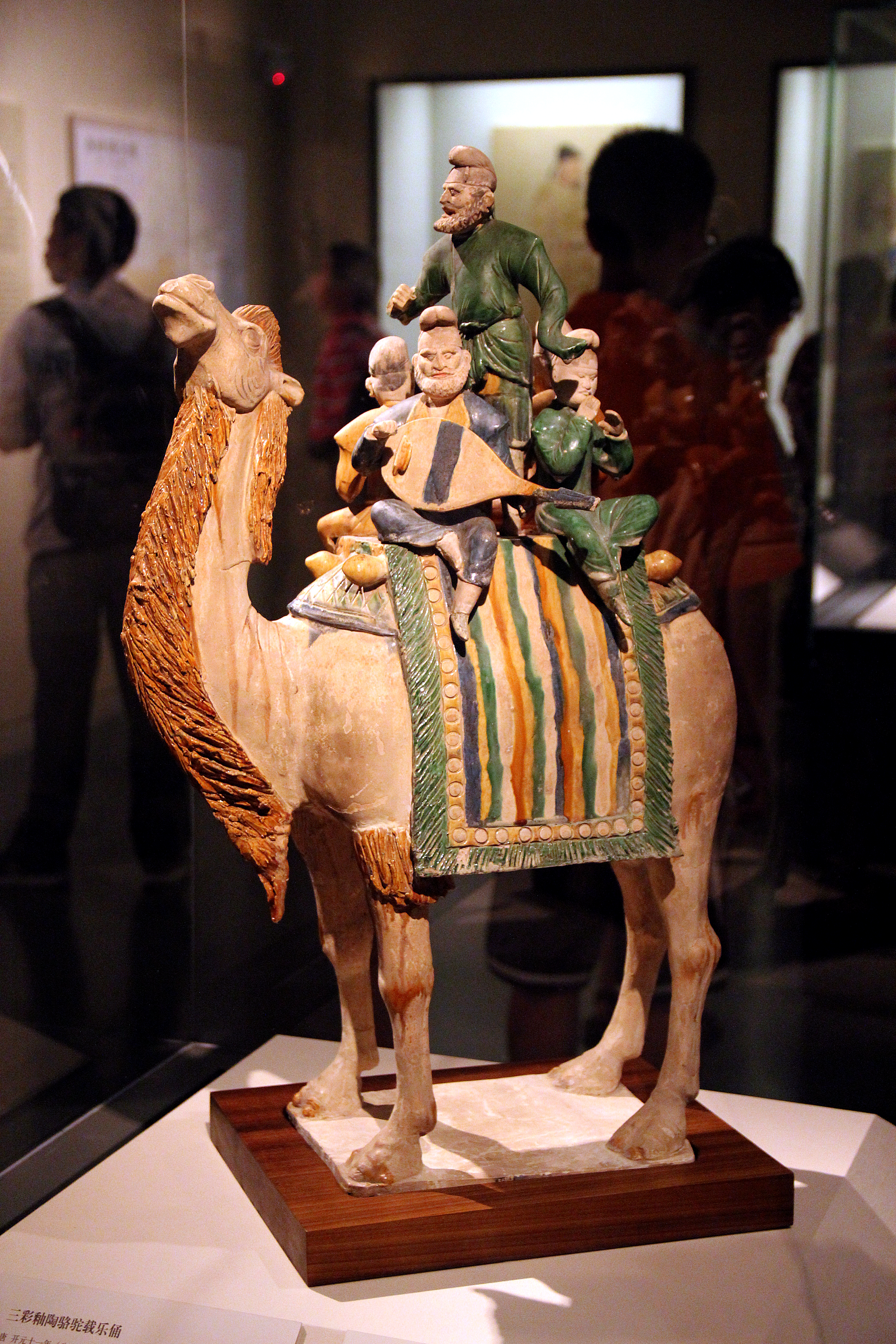
駱駝舞楽胡人俑。ラクダに乗って演奏する胡人の像。俑は副葬用の人形のことで、俑の胡人はソグド人を表す。唐代、陶磁器製〈唐三彩、唐#美術〉

ソグド人（ソグドじん、粟特人、英: sogd）は、中央アジアのザラフシャン川流域地方に住んでいたイラン系（ペルシア系）のオアシスの農耕民族。また、商業を得意として定住にこだわらず、シルクロード周辺域の隊商をはじめとして多様な経済活動を行った。ソグド語はイラン語派に属するが、ソグド人は隊商のことをイラン語系のキャラヴァンではなく、サールトと呼んだ。これはサンスクリット語のサールタ（सार्थ）に由来しており、インドの商人がソグド人と同じかそれ以前から活動していた可能性を示している。
ソグド人はアケメネス朝の支配下にあった頃より交易に従事した。マケドニア王国のアレクサンドロス3世の征服や、その後のグレコ・バクトリア王国支配下においても交易を続けた。クシャーナ朝、エフタル、突厥と、たびたび遊牧国家の支配を受け、その都度支配者が変遷したが、ソグド人は独自の文化を維持した。ソグド語とソグド文字を使い、宗教的にはゾロアスター教を信仰したほか、2世紀から3世紀にかけては中国に仏教を伝えた。6世紀から7世紀にはマニ教とキリスト教のネストリウス派を中国やテュルク人に伝え、東方のイラン系精神文化も中国にもたらした。活動範囲は東ローマ帝国から唐の長安にまで及んだが、イスラム勢力の台頭によりイスラム化が進み、12世紀にはその民族的特色は失われた。ソグディアナはウズベク人の南下によるテュルク化が進んでいき、中国では漢人の文化に同化していった。

## 地理・活動範囲

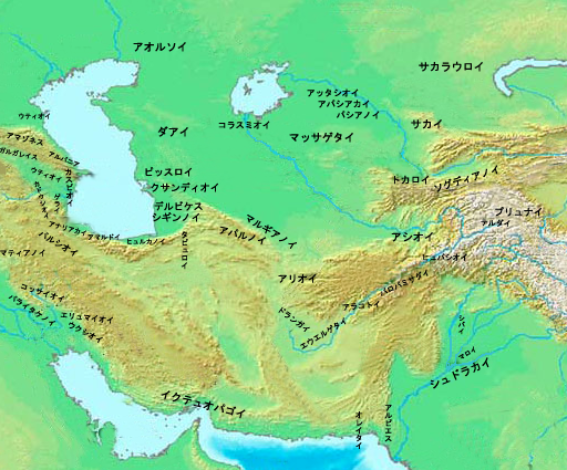
紀元前2世紀頃のソグディアナ（ソグディアノイ）の位置。

ソグド人の主な居住地であるソグディアナは、アム川とシル川の中間にあたり、シルクロードの中間に位置する。ソグド人が各地で交易を始めたきっかけは、ソグディアナの人口増加にあるとも言われている。灌漑農耕で生活できる人口を超えて過剰となったため、ほかの土地に出て交易を生業にしたという説である。
ソグディアナの東では交易路沿いの各地にソグド人が集落を作り、中国の京師（長安・洛陽）にも住んでいた。また、中国東北部の渤海国にもいたと推測されている。ステップルート（草原の道）においては、モンゴル高原・カザフ草原・南ロシア草原を結ぶ各地に住んだ。ソグド人はインドやチベットにも進出したが、主な活動は中国から豊富な物資が送られてくる東方だった。こうした集落を拠点として商売が行われ、移動するソグド人にとって取り引きや情報収集で必要な場所となった。ソグド人の集落は、すでにある都市から離れた場所に建てられて混住を避けた。長安や洛陽のような大都市では、城内の居留区域に住んだ。遠距離貿易をするソグド人の中には、家族をソグディアナに残して遠方に滞在しつつ、中国などに人を派遣する者もいた。裕福な商人は、支店や代理人によるネットワークを構築した。遠距離交易のほかに、各地に常駐して日常的な商売を行うソグド人もいた。

## 政治
オアシスの都市国家は地域によって政治体制が異なっていた。ソグディアナのオアシス国家では富豪の代表者が王であり、タリム盆地のオアシス国家は世襲の王が支配した。中国内地のソグド人集落では、5世紀から薩宝（さっぽう）と呼ばれる官がリーダーとして治めた。トゥルファンのオアシス国家である麴氏高昌では薩簿という官職がリーダーを務めた。薩宝の下には司録と呼ばれる役職があり、文書管理を行った。これらの役職は集落の自治として定められたと推測されている。

## 歴史

### アケメネス朝

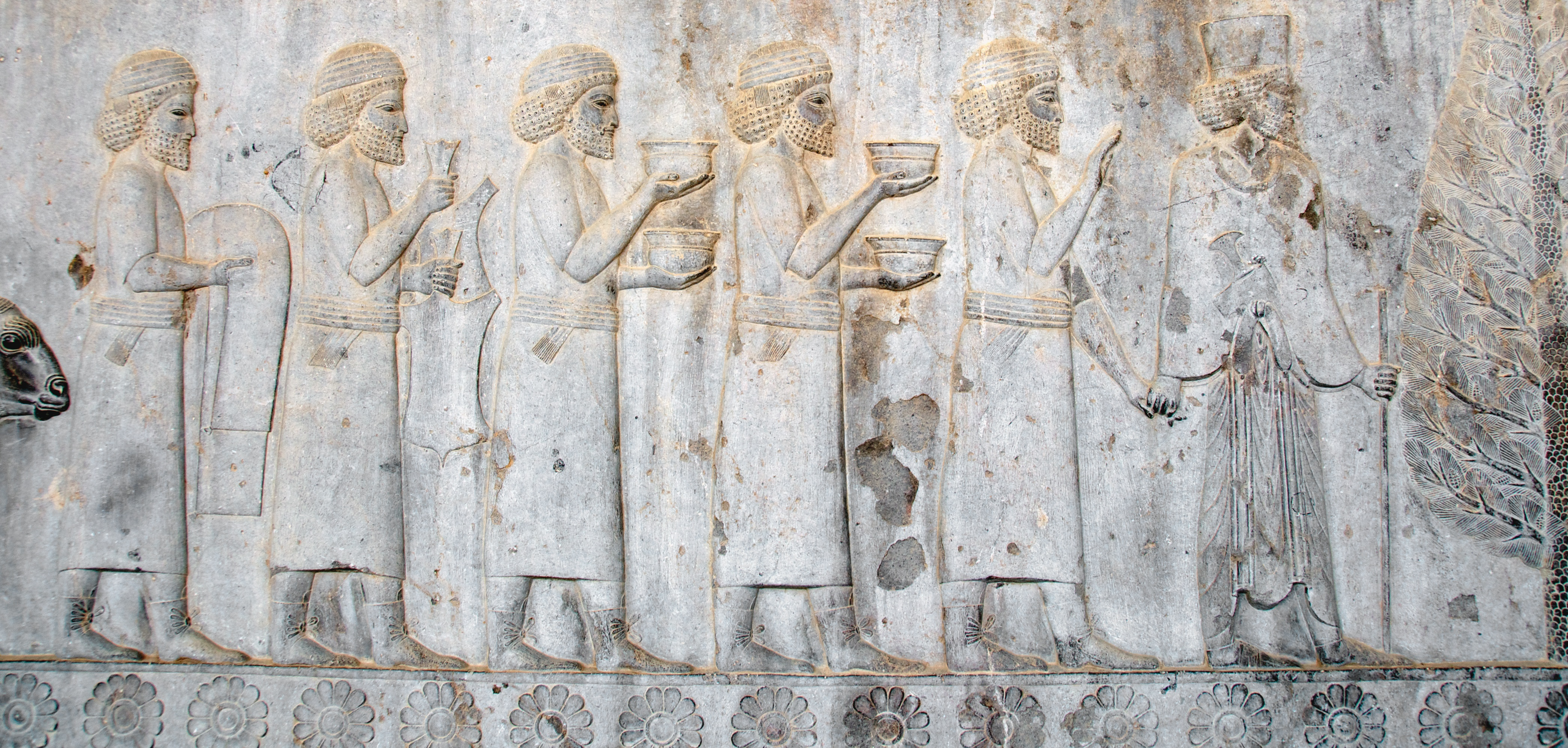
ペルセポリスのアパダーナ (謁見の間)のレリーフに彫られたソグド人。紀元前5世紀、ダレイオス1世に貢物を運んでいる。

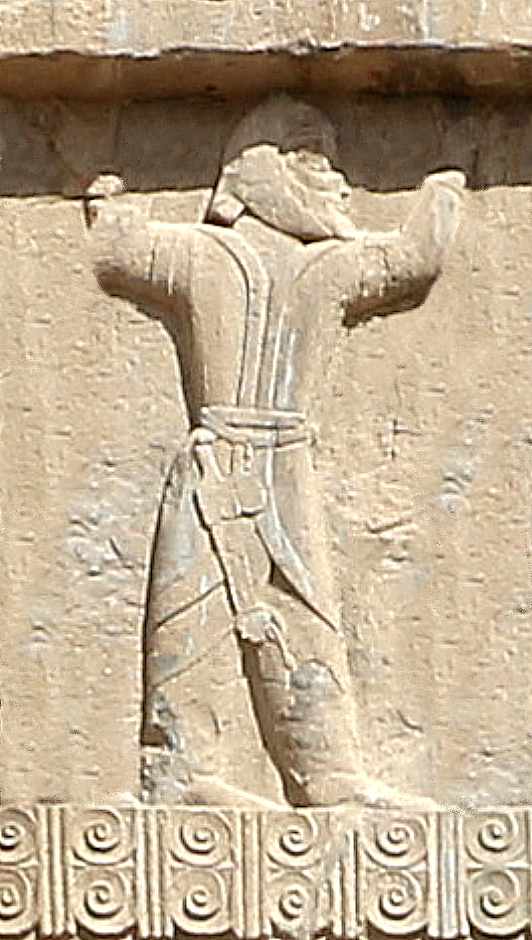
ソグド人の兵士。紀元前338年。アルタクセルクセス3世の墓より

アケメネス朝時代からソグディアナに都市文明があり、紀元前8世紀から紀元前7世紀にはアフラシアブやコク・テペ（Kök Tepe）で人が暮らしていた。コク・テペは衰退するが、アフラシアブはのちにソグディアナの中心都市の一つであるサマルカンドとなる。ソグド人についての最古の記録は、ゾロアスター教の経典であるアヴェスターに付けられた注釈の『ゼンド・アヴェスター』であるとされている。イランの最高神オルムズが自らの創った国々の名を挙げている中で、「スグドの地のガウ」という言葉が出てくる。また、頌神書である『ヤシュト書』にも出てくる。
キュロス2世がソグディアナを征服してソグディアナはアケメネス朝の支配下となり、ダレイオス1世によって宮殿が建設された。宮殿の基礎部分にあったベヒストゥン碑文には、ダレイオス1世に臣従した23国の一つとしてスグダと刻まれている。ダレイオス1世に対する貢物も記録されており、ソグディアナからはラピスラズリとカーネリアンが運ばれた。ラピスラズリは南東に鉱山があったバダフシャンから、カーネリアンはインドのグジャラートから産出したと推定される。ソグド人はシル川のサカ族と接触しており、アケメネス朝様式の模様がある絨毯などの遺物が発見されている。
古代ギリシャのヘロドトスも『歴史』においてソグドイ人、ソグディア人と記している。アケメネス朝の臣下となったソグド人は、パルティア人、コラスミオイ人、アレイオイ人とともに第16番目の州（納税区）に属し、300タラントンを納めることとなった。クセルクセス1世のギリシア遠征において、ソグド人はアルタイオスの子であるアザネスの指揮下で従軍した。

### ヘレニズム国家

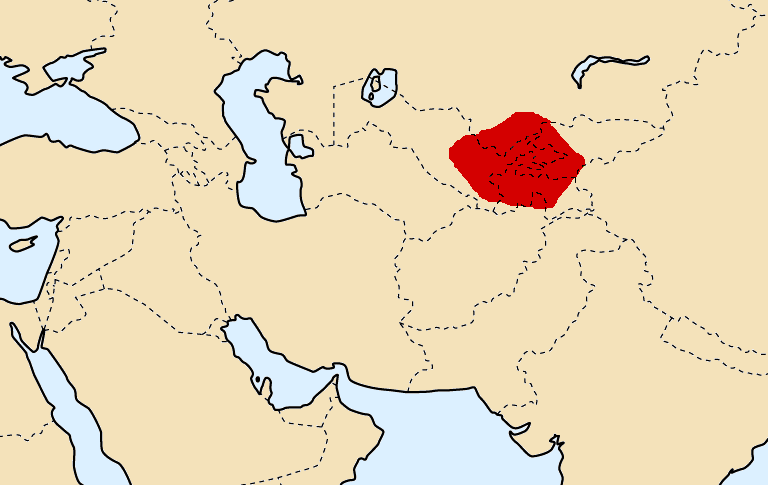
紀元前300年頃のソグディアナ

アケメネス朝の支配は、マケドニア王のアレクサンドロス3世の征服によって終了する。アレクサンドロス3世の軍隊が中央アジアに侵攻してサマルカンド（マラカンダ）を攻め落とした時、抵抗したソグド人の死者は約3万人にのぼったと歴史書にある。ソグド人の将軍スピタメネスの抵抗は激しく、長期間のゲリラ戦に手を焼いたアレクサンドロスは、中心都市の占領のみで矛を収め、将兵にソグド女性との婚姻を奨励するなど住民との融和に努めた。アレクサンドロスの死後は、グレコ・バクトリア王国が成立してソグディアナを支配した。マラカンダを中心とするソグディアナ一帯は周辺の諸民族の乱入による混乱が続くが、その間にソグド人は東西貿易に従事する商人として優れた才能を発揮するようになる。

### 遊牧国家
ソグド人の東方への進出は、遊牧民族の国家によって可能となった。4世紀から7世紀にわたって遊牧民の大規模な移動が起きて定住民と衝突し、やがて遊牧国家ができるとオアシス国家はその支配下に入る。オアシス国家のみの時代は、安全を保障する範囲は隣接するオアシスまでにとどまっていたが、遊牧国家によって広い領域の交通システムが統一されると、多くの政治権力の間を移動するのが容易になっていった。遠距離交易には安全の保障が不可欠であり、その恩恵を受けたのがソグド人だった。ソグド商人は商品や情報を提供し、遊牧国家は道中の安全を提供するという協力関係ができあがり、遊牧国家が大規模になるにつれてソグド人の活動範囲も拡大した。
奄蔡・康居
ソグド人についての中国の最古の記録は、司馬遷の『史記』の巻一二三・大宛列伝と、班固の『漢書』である。これらの記録は紀元前2世紀頃の中央アジアに交易が存在したことを表しており、安息（パルティア）、大夏（バクトリア）、大宛などの国家について書かれている。大宛がどこを指すかについては、フェルガナやソグディアナなどの説がある。ソグド人はフェルガナからパルティアにかけての交易ルートで活動する民族と書かれている。
前漢の武帝の時代から、中国は西域（中央アジア）と通じるようになる。当時の中国は、遊牧民族の匈奴に対抗するための同盟者を必要としており、張騫の使節団が中央アジアを訪れた。中国の史書では初め、ペルシアなどイラン系の西方異民族を胡人と呼んだ。ソグド人もこの中に含まれており、商胡というのがそれにあたる。この頃のソグディアナは康居（こうきょ）というシル川中域の小さな遊牧国家が支配していた。その西北にも奄蔡（えんさい）という遊牧国家があり、ソグド人はこれらのもとで暮らしていた。中国は中央アジアに絹を持ち込み、絹との交換で食物などの必要物資を入手した。バクトリアやパルティアは外交手段で中国から絹を入手できたが、ソグド人は商業の取り引きによって絹を手に入れるしかなかった。グレコ・バクトリア王国の時代までは農業を基盤としていたソグド人が遠距離交易を始めたのは、中国との接触がきっかけとする説もある。シルクロード交易が盛んになると、ソグド商人は徐々にバクトリア商人に取って代わり、4世紀以降に東西交易の主役となった。ソグド人商人はシルクロードの各所にソグド人コロニーを形成し、情報網を張り巡らした。ソグド人はこれによってシルクロード交易で主導的な地位を成していた。
粟特国・昭武九姓

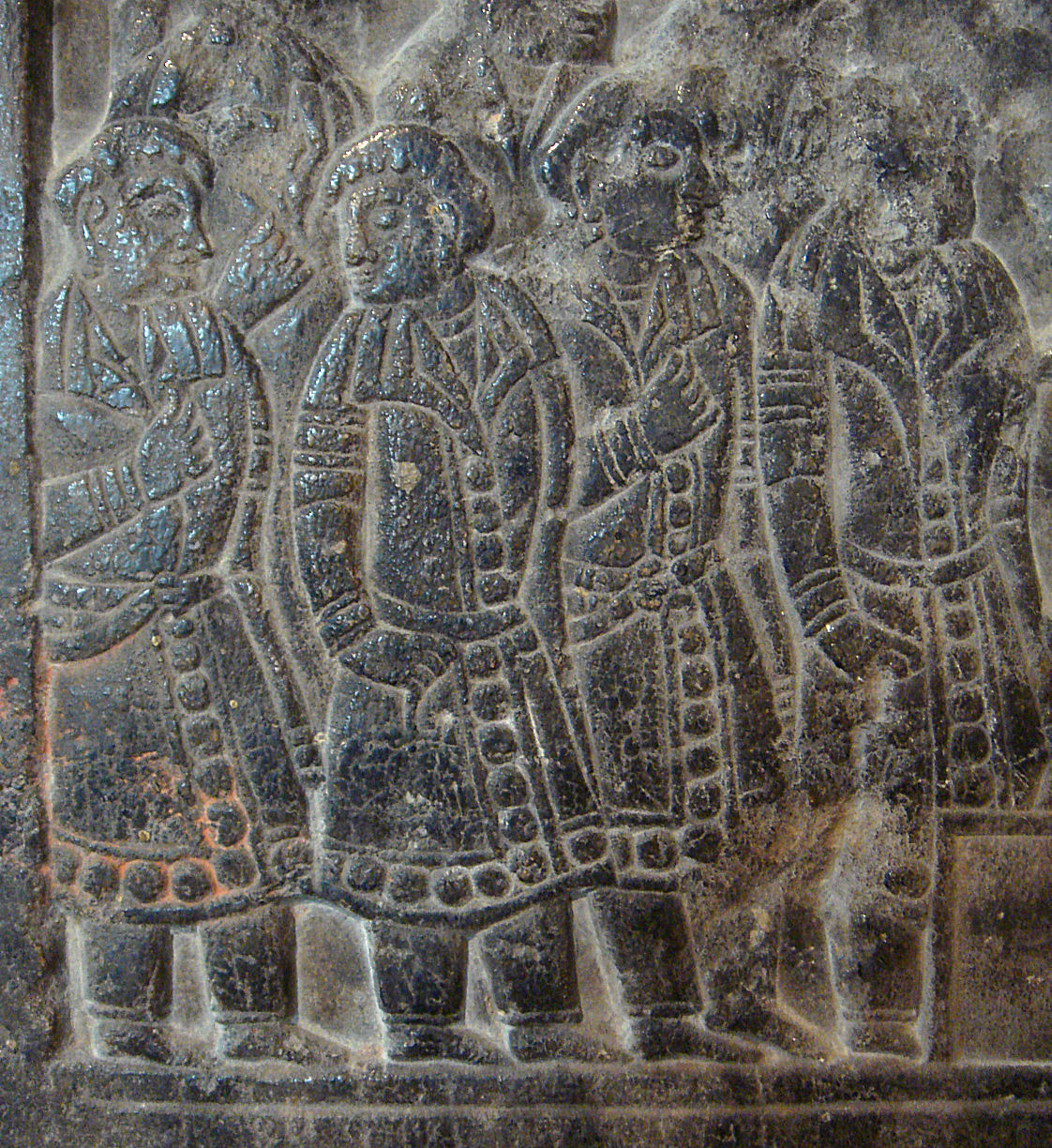
中国北斉期に、石壁に描かれたソグド人（西暦567年、もしくは573年）

ソグドとして中国史書に登場するのは『魏書』の列伝第九十・西域であり、そこには粟特国（そくどくこく）と記されている。粟特国は漢の時代に奄蔡と呼ばれた地域にあたり、康居の西北、大沢（アラル海）沿いにあった。北魏の時代には粟特国に商人が多く、涼州の姑臧にまで商売に来ていたという。この商人がソグド人だと思われる。また、旧康居である康国（サマルカンド）をはじめとした国々、いわゆる昭武九姓においてもソグド人は健在だった。甘粛はソグド人にとって中国への入り口にあたり、5世紀以降に大規模な移住が続いた。ほかには漢人とインド人が暮らしており、ソグド人には古くから住んでいたインド・パルティア系やそれ以降に移住した者がいた。ソグド人は甘粛からテュルク族のステップ地域での交易に進出した。
突厥・回鶻
突厥可汗国によって中央ユーラシアが統一されると、ソグド人は中国から東ローマ帝国にいたる領域で遠距離交易に進出した。中国北西部にはテュルク・ソグド人が定住し、帝国の上層や行政、軍事、外交でも働いた。このため、ソグド語とソグド文字は突厥で公用語・公用文字にもなった。ソグド文字はテュルク語を記録するために使われ、テュルクの書記官はソグド語を使い、ソグド文字はテュルク語の音韻に合うように変化していった。突厥に代わって回鶻（ウイグル）が北方草原の覇者となると、ソグド人はウイグル人と取り引きをした。ウイグルはソグド人や漢人を都市に居住させ、技術者や書記として利用した。かつてのウイグルの首都で発見されたカラバルガスン碑文は、ルーン文字のウイグル語、ソグド文字、漢文の3言語で刻まれており、こうした技術者が関係していたとされる。
ハザール
ハザール汗国は西突厥の地に成立し、東ローマ帝国へつながる交通路の上手に位置しており、9世紀や10世紀の交易の要衝となる。ハザールは国内に外国商人を保有しつつ領地を拡大させて東ローマやサーサーン朝の領土から略奪で利益を得た。東ローマ帝国に向かったソグド商人やホラズム商人もこの地域を通ったと推測されている。ロシア北東部のカマ川で発見された8世紀以前の金銀器の45パーセントは中央アジア経由で運ばれており、ソグドやホラズムのものも含まれている。北方民族と中央アジア商人が取り引きしていた可能性がある。

### トゥルファン・敦煌
中央アジアの交易・交通の拠点であるトゥルファンや敦煌は、ソグド人にとっても重要な拠点だった。トゥルファンは天山の東に位置しており、紀元前から遊牧民と中華王朝の勢力争いが起きていた。5世紀にはトゥルファンにソグド人の集落があり、6世紀に高昌国によってトゥルファンが統一される頃には、商人のほかに官職につくソグド人も多数にのぼった。北方に遊牧国家である突厥が建国されると、ソグド人は遊牧国家側の使節としても高昌国を訪れ、この使節に商人が同行して取り引きをした。のちに唐が高昌国を征服してトゥルファンが唐の西州となると、使節はなくなって唐の軍需物資の輸送が交易に重要となった。
敦煌は中国・中央アジア・北アジア・チベットを結ぶ位置にあり、「華戎の交わる所の一都会」とも表現される地だった。ソグド人は3世紀頃から集落を作り、11世紀まで活動した記録がある。敦煌をはじめ河西地方のソグド人は、本拠地であるソグディアナの商人と連携して中国内地での遠隔地交易を行った。ソグド人が商業以外で活動をするのは8世紀以降で、唐に代わって吐蕃が敦煌を征服した時代には行政官・軍人・仏教僧としても活動が増えた。ソグド人は唐の帰義軍に参加して吐蕃と戦い、敦煌が唐の支配下に戻ってからも政治や軍事面で活動を続けた。

### 唐

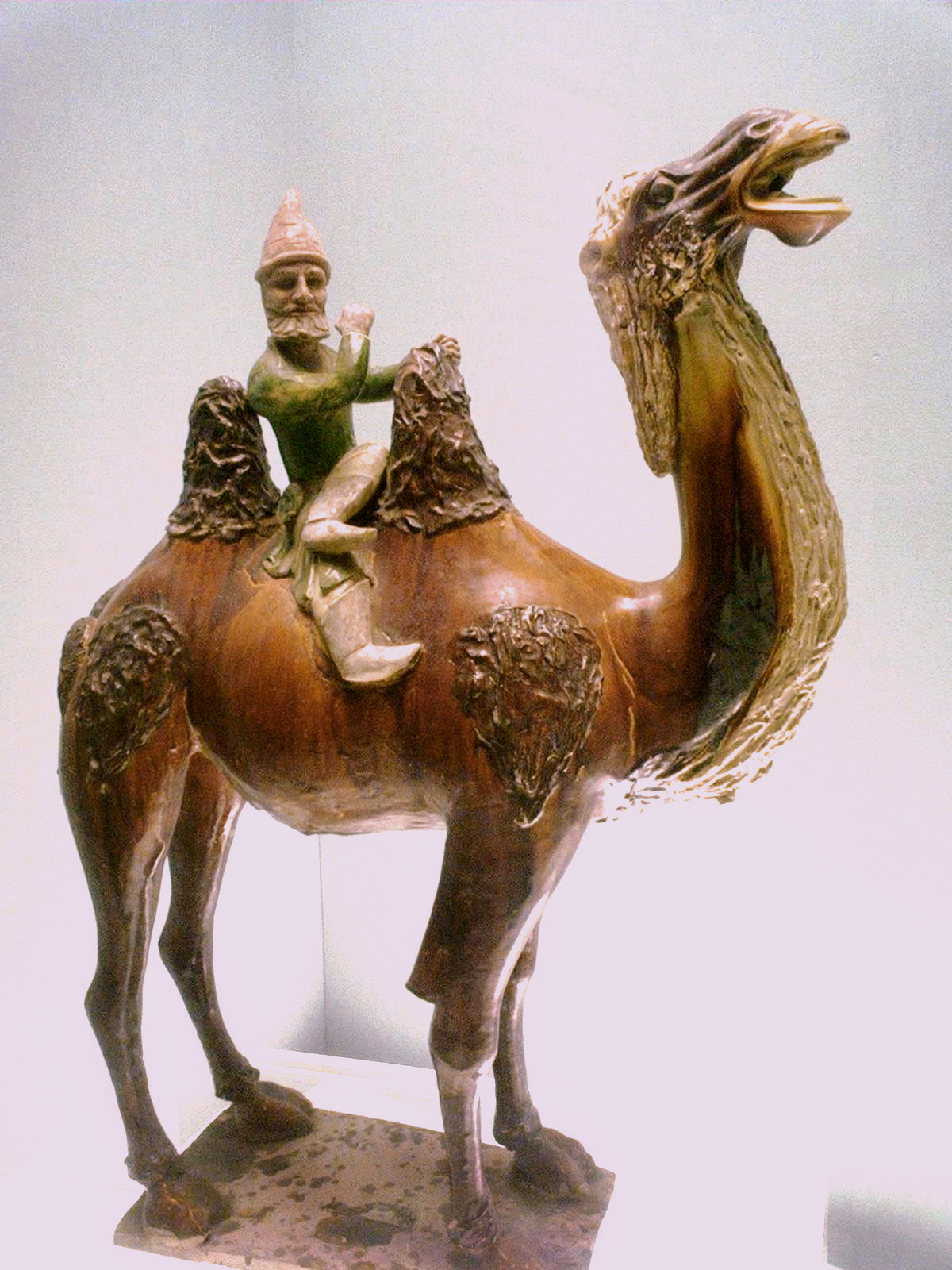
駱駝に乗る西方人の像（唐代、陶磁器製〈唐三彩〉。上海博物館）

中国が唐の時代に入ると、唐は北魏の政策を引き継いで遊牧民と農耕民の融合を進めようとした。長安を中心として、モンゴリアやソグディアナを含む地域を支配して交通を整備したのも、その意図による。唐の領内の全ての臣民は、民族に関わらず百姓として扱われた。ソグド人（胡人）の集落も各地の州県下の郷・里に属する百姓とされた。税制上は、各地の集落に住むソグド人は租庸調が課せられ、都市で商業を行うソグド人には銀貨の納税が課せられた。ソグド人の集落は、文化や交易拠点としての役割は保持を許されており、過所と呼ばれる通行許可証があれば郷里を離れた交易が可能であった。しかし過所の審査は厳しく、それまでソグド人集落を指導していた薩宝は唐の官吏が入ることで重要性が薄れ、集落民は徐々に漢人化が進んだ。
唐の政策は、唐内地のソグド人の漢人化につながる一方で、交易面では利点もあった。唐の建国前は、各オアシス都市が通行規制や市場の税を課していたが、唐が交通ルールを統一すると通行規制や市場ごとの税はなくなった。このため遠距離交易がさらに容易になり、唐内地の漢人の中にも交易を望む者が増えて、ソグド人と漢人が協力して遠距離交易を行った。ソグド人は長安と洛陽をはじめ、北西部、北東部、四川の成都に多く移住した。国境の出入りができるのは公使のみで、ソグド人は例外として許されていた。唐政府はオアシスで過所をソグド人に渡し、国境を越えて唐内地に入ることを許可した。過所を持つソグド人には興胡という肩書きを与え、百姓と区別した。
7世紀からは、河西地方や中央アジアへ送る軍需物資は涼州で集めてから輸送しており、早くから涼州に住んでいたソグド人は輸送隊にも参加した。輸送隊に便乗した商人たちは、個人の取り引きも行った。唐の送る物資が大量だったために、中央アジアは唐の経済圏に組み込まれるようになった。特に、唐が吐蕃との戦いに勝って安西都護府が設置されると3万人の兵が駐留して、輸送される物資も増大した。こうして8世紀を境に、オアシス諸国はサーサーン朝の銀貨をはじめとする西アジアの経済圏から、銅貨（銅銭）をはじめとする唐の経済圏に変化していった。トゥルファン（西州）では、ソグド人は典と呼ばれる書記の官僚や、軍人や従者（別奏）としても働いた。

燕国皇帝を名乗った安禄山は、ソグドと突厥の混血とされる

敦煌文書とトゥルファン文書には、唐から見たソグド商人が記録されている。唐の戸籍に登録されたソグド人が商人の場合は、国に対して商人役（商税）を負って商売をした。ソグド人が交易をするには通行許可書が必要であり、契約書を交わすときには定住しているソグド人が保証人となった。契約書は漢文で書かれ、ソグド人はラクダ、奴隷、馬を絹と交換した。唐のソグド人は、行商人のほかに馬丁、軍人、官吏、芸人として文芸に登場する。唐の宮廷には、ソグディアナから朝貢への贈り物として様々なものが献上された。小人、楽師と舞人、馬、犬、ライオン、ヒョウ、ウコン、石蜜、サマルカンドの桃、薬草、絨毯、黒塩、宝石や装飾品などがある。唐では王族のほかに貴族の間でも西方の品物が愛好され、貴族の女性は西方の衣服をまとい、男性はテュルク流の狩猟やゲームを行なった。このため宮廷周辺にはソグド人の富裕層も暮らしており、長安や洛陽のソグド人は多くが市場のそばに住んでいた。
玄奘の『大唐西域記』において、ソグド人は窣利人として記される。以下は窣利総記の全文。
ソグド系テュルク人と安史の乱
テュルク（突厥）経由で中国に入ってきたソグド人は、外見上はソグド人だが言語や習慣はテュルク化しており、ソグド系突厥人とも呼ばれる。オルドスの六胡州には遊牧を営むソグド系突厥が生活しており、唐に対して六胡の乱を起こした。反乱の原因は二世以降の住人に税負担が増加したことにあった。六胡の乱に参加したソグド系テュルク人には、のちの安史の乱にも参加した者がいた。
ソグド人は北部の境界地域でも活動しており、安史の乱を起こした有力節度使の安禄山と史思明は、境界地域のソグド系だった。安禄山たち軍人は、反乱の準備においてソグド商人の協力を受けて資金を用意した。ソグド人はそれまでの商業活動で反感を持たれていたこともあり、反乱が鎮圧されると各地で迫害を受けて衰退し、周辺民族に吸収されていった。

### イスラム王朝
サーサーン朝がイスラム王朝のウマイヤ朝に敗北してサーサーン朝の保護貿易政策がなくなると、少数のソグド人がイラクへのルート沿いに進出した。ブハラの射手の集団がバスラに移住した記録や、イラクから海上貿易に参加して広東へ行った商人の記録などがある。ソグド人の本拠地ソグディアナは、8世紀からイスラム王朝の支配下に入った。ウマイヤ朝の軍人クタイバ・イブン・ムスリムがソグディアナ、ホラズム、タシュケント、フェルガナを征服し、ソグディアナの都市は数回の掠奪をされつつ、降伏の条約を結んで大規模な被害を逃れた。住民がアラブ軍の兵士を殺したパイケントは、徹底的に掠奪された。ソグド人には戦争を商売の機会とした者もおり、アラブ軍がサーサーン朝から掠奪した戦利品を買い取って売った。この時代のソグド人については、アッバース朝のウラマーであるタバリーの『諸使徒と諸王の歴史』に書かれている。

### 同化
ソグディアナは8世紀中ごろにアッバース朝の支配下に入り、それ以後イスラム化が進行するにつれて、ソグド人の宗教的・文化的独自性は徐々に失われていく。特に9世紀のサーマーン朝治下では、アラビア文字のペルシア語が主流となった。一方、カラハン朝以後のテュルク系イスラム王朝治下でテュルク化が進むと、アラビア文字のテュルク語が支配的となっていく。10世紀の最後の30年間までは、ソグド語とペルシア語を併用するソグド人がいたが、都市部のエリート層から使用者が減っていき、農村部でソグド語が保持された。ソグディアナでは8世以降の史料が少ないため、ソグド語が使われなくなるまでの経緯は不明である。ソグディアナは、イスラム世界がマー・ワラー・アンナフルと呼ぶ地域の一部となった。9世紀から11世紀にかけてソグディアナやホラズムで教育を受けた学者には、ビールーニー、ファーラービー、イブン・スィーナー、フワーリズミーらがいる。中国のソグド人は、ウイグル可汗国の滅亡以降に漢人に同化していった。ソグドの信仰であるゾロアスター教（祆教）は、開封を中心として11世紀まで保持された。テュルク化したソグド人はウイグル人らとともに活動し、貿易や外交で役割を発揮した。

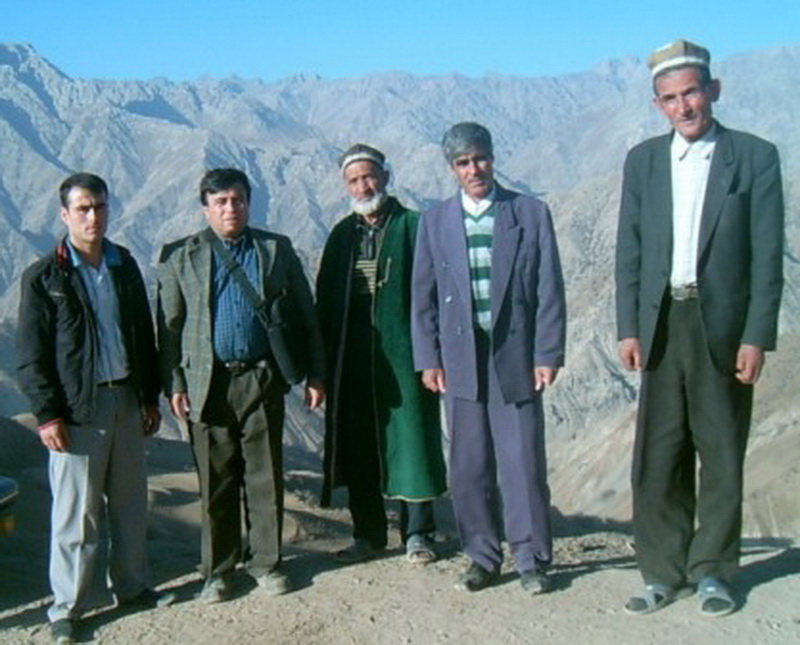
タジキスタンのヤグノビの人々。ソグド語の名残があるヤグノブ語を話す

11世紀以降、ソグド人はテュルク人国家のカラハン朝や西ウイグル国で活動していたと推測される。カラハン朝出身の学者であるマフムード・カーシュガリーの『ディーワーン・ルガート・アッ＝トゥルク』（トルコ語アラビア語総覧）では、西部天山の北麓に11世紀までソグディアナ出身のソグド人集団が確認される。彼らはソグド語とテュルク語（カラハン朝トルコ語）のバイリンガルであり、テュルクの服装と習慣に染まっていたという。しかし彼らはその1〜2世紀後にソグド文字とソグド語を使わなくなった。西トルキスタンの大部分ではテュルク語やペルシア語に替わったものの、山間部ではソグド語が保たれた。20世紀後半にザラフシャン河上流にあるヤグノーブ渓谷で約3千人のヤグノビ人に話されていたヤグノブ語 は、ソグド語の直系と考えられている。東トルキスタンにいたソグド人は西ウイグル王国や甘州ウイグル王国で暮らし、ほかの民族の中に溶け込んでいった。

## 身体的特徴
ソグド人についての記録では、コーカソイドとしての身体的特徴が挙げられる。色黒の肌、深目、高鼻、多鬚とある。『史記』の巻一二三・大宛列伝や班固の『漢書』には、商売上手でわし鼻、深い目、あご髭や口髭があると書かれている。

## 文化

### 言語

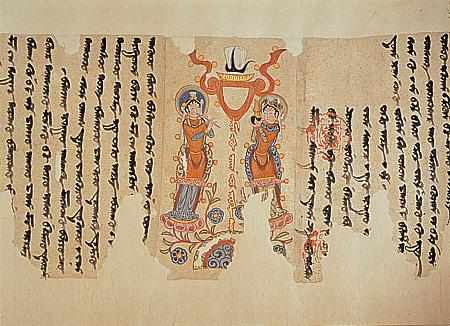
ソグド文字の文献。マニ教について書かれている。9世紀から13世紀

ソグド人の言語はソグド語である。ソグド語は印欧語族イラン語派に属する中世イラン語の東方言のひとつであり、同じ仲間としてはホラズム語、バクトリア語、コータン語がある。紀元前6世紀にソグディアナがアケメネス朝の支配下に入ると、アケメネス朝からアラム文字が流入してアラム語が公用語として行政や記録に使われた。初めはアラム文字でアラム語を記していたが、アケメネス朝の崩壊後はアラム文字を使ってソグド語を表すようになり、これがソグド文字の起源となった。
やがてソグド人が商人として各地に散らばったため、ソグド語・ソグド文字は中央アジアのシルクロードにおいて国際共通語となった。ソグド文字はアラム系文字であるため当初は右からの横書きだったが、のちに縦書きに変化した。縦書きになった時期は、匈奴の移動による動乱が収まった5世紀後半からと推測される。6世紀以降の突厥のソグド語碑文や石人 (中央アジア)は縦読みになっており、玄奘はソグド文字が縦読みをされていると書いている。ソグド文字が縦読みに変化したのは、中国の碑石や漢字の影響があるとされている。トゥルファンのソグド語のマニ教文書や、10世紀以降のウイグル文字の仏典も縦書きになっている。他方、洋装本では横書きが続き、10世紀にソグド文字で書かれたマニ教やキリスト教の文献には横書きになっているものがある。ソグド文字はウイグル文字のもとになり、さらに13世紀にモンゴル文字へ、16〜17世紀には満州文字のもとになった。

### ソグド姓
中国では姓のない人間は奴婢と見なされたため、中国に住むソグド人は漢字の姓を持った。その際には出身都市名を示す漢語が姓として採用された。ソグド姓は後漢から三国時代にかけて始まり、当初は康姓や安姓が多かった。ソグド人の活動が中国で顕著になる南北朝時代の中期以降になると多様化が進んだ。
- サマルカンド→康
- ブハラ→安（安禄山など）
- マーイムルグ→米
- キッシュ→史（史思明など）
- クシャーニヤ→何
- カブーダン→曹
- タシュケント→石
- パイカンド→畢
- トカリスタン→羅

これらを一括してソグド姓と呼ぶ。また、都市名を特定できないが、羅、穆、翟もソグド姓に含まれるとされ、姓の法則について不明な点もある。トゥルファンでは6世紀中頃からの仏教の普及によって中国仏教の寺院が建てられ、康寺、曹寺、史寺などソグド姓を寺名とした寺院があった。姓が寺院についているのは、一族の菩提を弔うために遺族が僧尼となったためである。中国在住のソグド人には、康姓と安姓が多かった。しかし安史の乱が起きると、指導者の安禄山と同じ安姓の者は改姓が増えていき、ソグド起源以外の者も加わってソグド姓の固有性は減少した。

### 宗教
ソグド人は紀元前から信仰していたゾロアスター教をはじめ、マニ教、仏教、キリスト教のネストリウス派などを信仰した。
ゾロアスター教

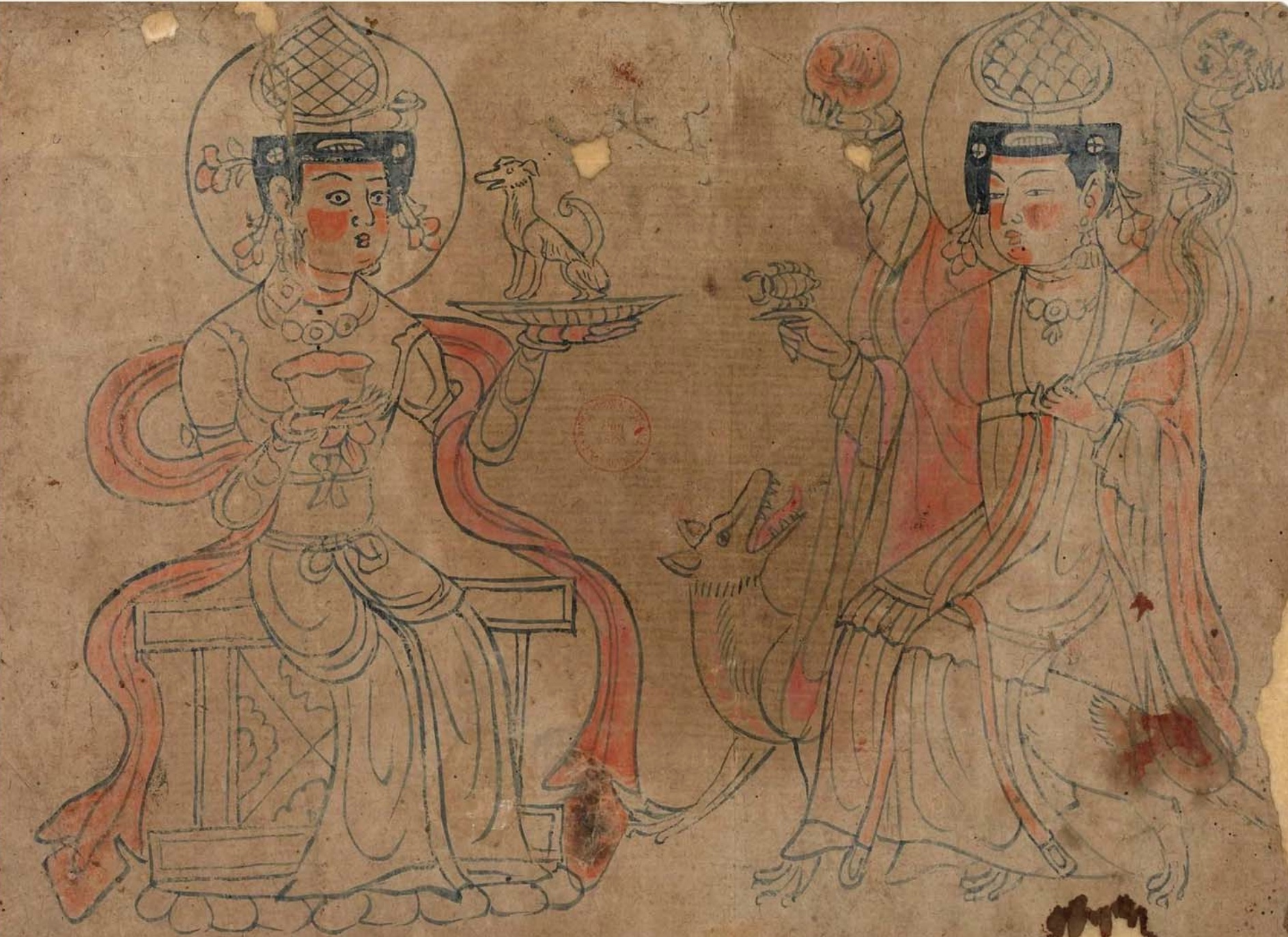
敦煌出土の祆教の女神像

ゾロアスター教は移住したソグド人の間でも守られ、中国では祆教と呼ばれた。長安、洛陽、敦煌、武威などにはゾロアスター教の神殿である祆祠が建てられた。ソグド人の本拠地であるソグディアナでは埋葬において『アヴェスター』の「ヴィーデーウダート」の指示を守り、火葬、土葬、水葬は行われなかった。遺体は鳥や犬に食べさせて骨だけを残し、骨を集めて納骨堂（ソグド語でフラワルトカテー）に安置した。遺体を食べさせるための特別な場所をダフマと呼び、サマルカンドをはじめ各地に遺跡が発見されている。トゥルファンより東では、ソグディアナと同様の葬儀の記録がない。
仏教
中国に移住したソグド人には、ゾロアスター教の信仰を守る者のほかに仏教に帰依する者もいた。仏教僧には法蔵 のようなソグド系の僧侶や、康僧鎧や康僧会などソグド姓をもつ者の記録がある。特に唐の則天武后から中宗の時代には、長安や洛陽における仏教の普及にソグド人も貢献した。インドに向かった玄奘や、インドから唐へ旅をした金剛智、日本に渡航した鑑真などの旅にはソグド人が同行して活動を支えた。初期の仏典を漢訳した者にはソグド人がおり、漢訳仏典からソグド語に重訳された『金剛般若経』、『摩訶般若波羅密経』、『金光明最勝王経』、『無量寿経』などがある。これらはソグド人が資金を提供して制作したと推測されている。ソグド人の仏教信仰は中国を中心としており、ソグディアナには浸透しなかった。ソグド人はテュルクに仏教を伝える役割も果たした。
マニ教

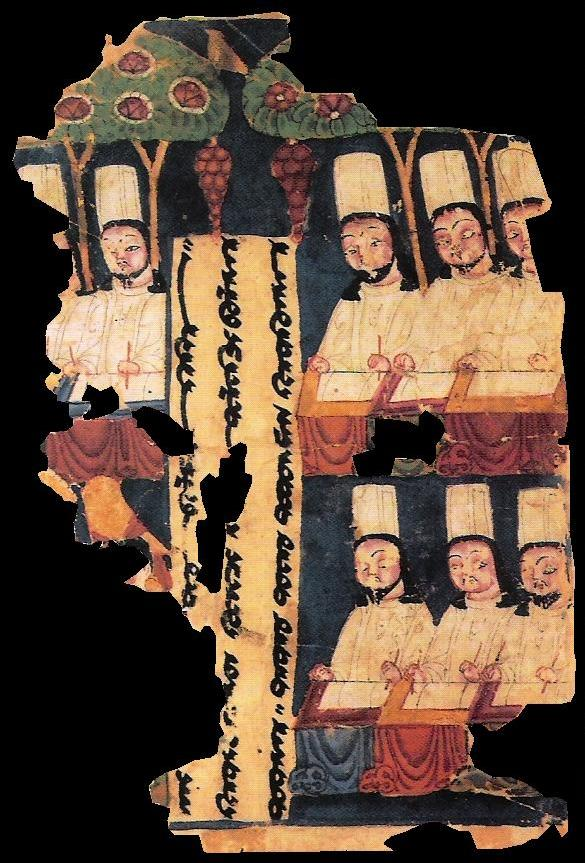
マニ教の聖職者を描いた細密画。ソグド文字が使われている。高昌故城出土、8-9世紀、国立アジア美術館

ソグド人の中でマニ教は少数派だったが、ソグド人によってウイグルに伝わったマニ教は、第3代可汗の牟羽可汗の改宗をきっかけに東ウイグル可汗国の国教となった。牟羽可汗がマニ教徒になった目的として、マニ教徒のソグド商人と関係を緊密にしてシルクロード交易から利益を得るという点があげられる。ウイグルは安史の乱の平定に貢献したのちに唐への影響を強め、マニ教の布教保護を唐に主張して、明教と呼ばれて唐に広まった。各地には、大雲光明寺という寺院も建設された。この時期のマニ教の布教においてはマニ教徒のソグド人も活動し、ウイグル人に同行して交易を行い、マニ教経典の漢語訳も行った。のちに東ウイグル可汗国が滅亡すると、中国内のマニ教徒は弾圧を受けて減少した。
ユダヤ教
コータンで活動したソグド商人が持っていた手紙には、ユダヤ・ペルシア語で書かれたものがある。800年頃にはユダヤ教徒のソグド人がおり、ペルシア語の文書で仲間と連絡を取りながら交易を行っていたと推測される。ユダヤ教徒がソグド化したのか、ソグド人がユダヤ教に改宗したのかは不明である。

### 芸能

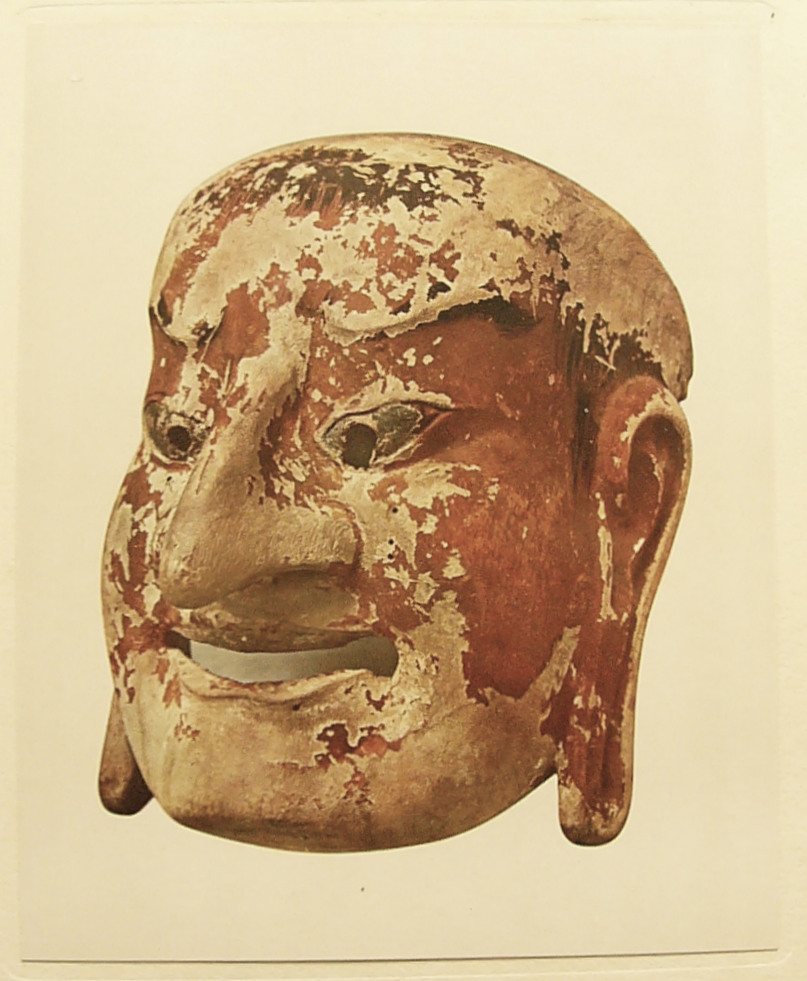
伎楽面の酔胡従、東京国立博物館

唐初期の長安では、社会的地位の高いソグド人によってソグド文化が宮廷にも流入し、服装や楽器、胡旋舞などの踊りが流行した。法隆寺や東大寺に現存する伎楽の面で酔胡王と酔胡従は、ソグド人をモデルにしている。

## ソグド人の商品

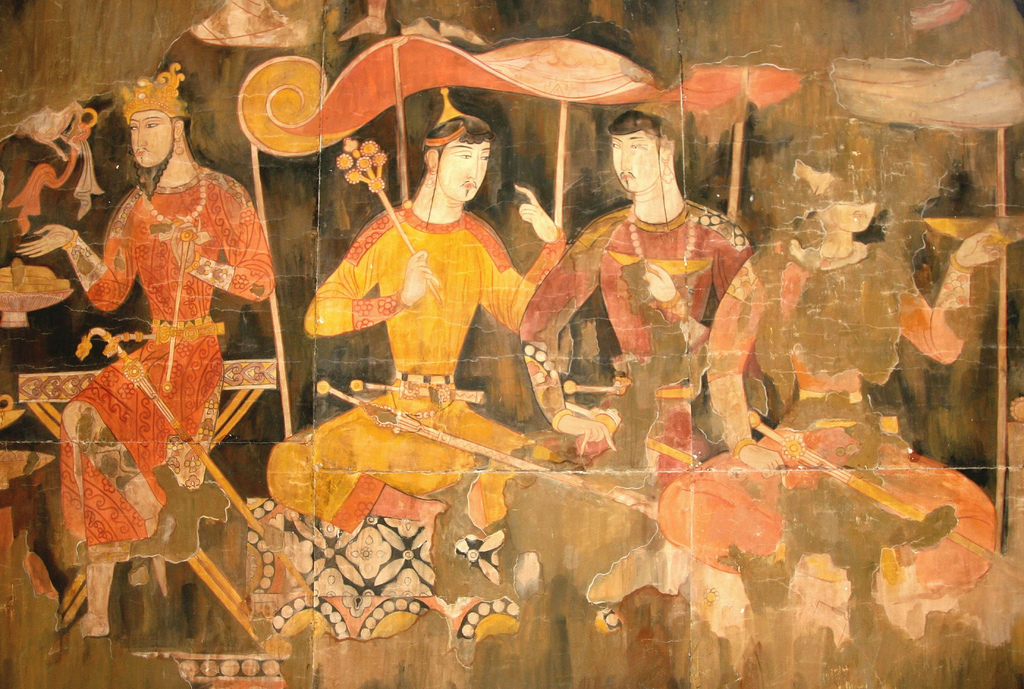
中世に描かれたソグド人の商人

ソグド人の遠距離交易では、一つの商品を遠くへ運ぶことは少なかった。各地の同族と近距離の商品の取り引きを多数行ない、利ざやを稼ぎながら移動した。近距離の取り引きが積み重なった結果として、さまざまな商品が広域に流通していった。唐などに向けた朝貢の貿易においては、貢物の遠距離運搬が行われた。ソグド人が売買する商品は、以下のようであり、主に扱われたのは奢侈品（しゃしひん）であった。
1. 絹製品：シルクロードという名の通り、絹馬貿易によってウイグルに備蓄された絹製品（馬価絹：ばかけん）など[77]。
2. 家畜：馬、ラクダ[77]
3. 奴隷[77]
4. 香薬類：麝香・沈香・檀香・鬱金根・硇砂・樟脳・胡椒・大黄・肉桂[77]
5. 貴金属：金・銀・銅貨・金銀器[77]
6. 貴石類：玉（ぎょく）・真珠・瑪瑙・珊瑚・琥珀[77]
7. そのほか：ワイン・鉄製品・陶磁器・ガラス製品・絨毯[77]

ソグド語古代書簡によれば、4世紀頃にソグド人が扱っていた商品は奢侈品が中心で、ワイン、麝香、金、麻の服（諸説ある）、毛織物、胡椒、銀、樟脳などが記録されている。西からは金と銀を輸入し、胡椒、銀、ワインなどを輸出していた。610年代から620年代のアスターナ古墓群で出土した文書によれば、ソグディアナから1500キロメートル以上離れたトゥルファン（麴氏高昌）のような地域でも、ソグド人が交易を独占していたことが分かる。商品は絹、金銀、香料、ウコン、鍮石、薬草、塩化アンモニウムなどであり、絹のほかは西方の商品だった。税はサーサーン朝の銀貨で集められ、中国の銅貨（銅銭）は使われなかった。712年のサマルカンドの記録によると、奴隷1人は200ディルハム、大きな服（おそらく絹製）は100ディルハム、小さな服は60ディルハム、絹1枚は28ディルハム。750年頃の敦煌では生絹一枚は銅貨（銅銭）460枚、銀貨1枚は銅貨32枚だった。9世紀以降にソグド商人の活動は次第に衰退し、奴隷と麝香が最後の重要な商品となった。

### 絹

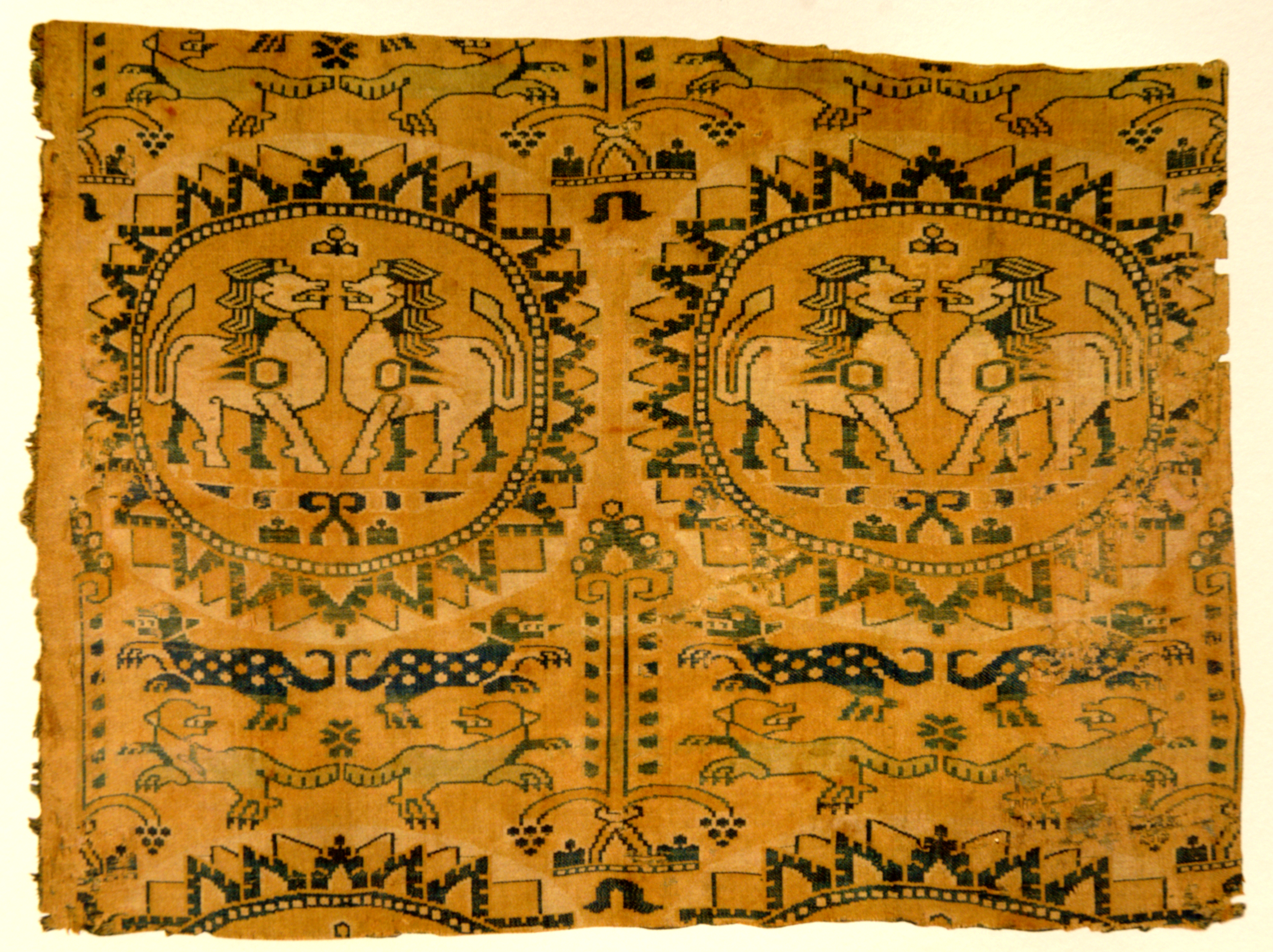
ソグド製の絹織物、8世紀

中国からの輸出品である絹は、漢の時代から始まった。前漢の政治家である桑弘羊の財政対策によって絹の生産が盛んになり、8世紀頃には年間で500万匹にのぼる時もあった。大量の絹が中央ユーラシアに運ばれて、現地の漢軍兵士の給料や物資調達に使われ、その取り引きをソグド人が行った。このため、絹には防衛経費という面もあった。ソグド人にとって絹は商品だったが、中国にとって絹は物品貨幣だった。南北朝時代に北斉と北周の争いが起きると、突厥は両国から同盟のための絹を求めて年間10万段を受け取った。ソグド人はその絹を西方へ輸出することを可汗に提案し、隋によって中国が統一されるまで約30年にわたって利益を得た。
唐の時代には租税を硬貨のほかに絹織物や穀物で集めており、絹は帛練と呼ばれる貨幣となった。帛練の価格帯は絹の品質に応じて決まっており、練（ねりぎぬ）、生絹（きぎぬ）、施（あしぎぬ）などの種類があった。

### 馬
突厥は馬の交易を行い、6世紀から8世紀にかけて中国は軍馬を輸入した。唐は隋の時代にはなかった大規模な騎兵隊を編成した。馬の飼育に適した地域としてオルドスも有名であり、馬丁や馬交易の商人としてオルドスに移住したテュルク系のソグド人もいた。727年には馬交易を行うための互市がオルドスに設けられた。

### 奴隷
馬やラクダと並ぶ高額商品が奴隷であった。戦争や犯罪などによって国内外から捕らえられた奴隷は、付加価値を高めるため外国語や礼儀作法、歌舞音曲その他の技芸を教え込まれ、商品としての教育を施された上で売られた。10世紀の状況について地理学者のイブン・ハウカルは「サーマーン朝統治下のサマルカンドはマー・ワラー・アンナフル中の奴隷の集まる所であり、しかもサマルカンドで教育を受けた奴隷が最良である」と記している。奴隷交易は10世紀以降も重要であり続け、サーマーン朝は奴隷交易に高い関税をかけて利益を得た。これら奴隷貿易では契約文書が用いられており、近年になって多数発見されている。

### 香料・香木
香料や香木が東ユーラシアに流通するのは紀元1世紀頃からであり、ソグド人の東方進出と同時期にあたる。同じく時期に伝来した仏教の儀礼において香料は重要であり、仏教の普及が影響したとされる。香料の中でも価格の高いものが麝香だった。麝香のほかでは、沈香・鬱金花・白檀・丁香が高かった。
ソグド語古代書簡によれば、麝香はソグド人の商品だった。麝香は重量と値段のコストが良いために遠距離交易に適していた。麝香が採れるジャコウジカはソグディアナに生息していなかったので、ソグド人は市場で仕入れていたと推測される。歴史学者・地理学者のヤアクービーによれば、カリフの宮廷では最高級はチベットの麝香、次がソグドの麝香、その次が中国の麝香であり、ソグドの麝香はホラーサーンの商人がチベットで買ったものとされている。イブン・ハウカルの記録では10世紀でもソグドの麝香が取り引きされており、アブー・ザイドはソグド商人が持っていた麝香について書いている。ソグディアナからチベットをつなぐ麝香のルートは12世紀まで記録があり、サマルカンドは麝香交易を主導していた。ソグド人にとって麝香は主に西アジア方面に送る商品であり、陸路と海路で運んだ。

### 金銀器・琥珀
中央アジアやイランで作られた金銀製品にはソグド産もあり、サーサーン朝製の金銀器にはソグドやホラズムの銘文がある。9世紀〜10世紀には、ソグディアナとホラズムでバルト海の琥珀が流通しており、サマルカンドやパンジケントの神殿や、奈良の正倉院の宝物にある琥珀はソグド人の交易でもたらされたとされる。

### 硬貨
エフタルがソグディアナで優勢になった5世紀から6世紀には、サーサーン朝がエフタルに貢物を送っており、中央アジアとイラン東部にはサーサーン朝のドラクマ銀貨が流入した。ソグド人はエフタルのもとで銀貨を取り引きに使ったため、中央アジアにサーサーン朝の銀貨が普及した。ソグド人は銀貨を元手にして北方へ進出し、タシュケント（ソグド語でチャーチュ）とソグドは取り引きが盛んになり、タシュケントやイラクへソグド文化が広まった。タシュケントでは小領主が硬貨を発行し、大部分がソグド語の銘文となっており、硬貨の図像はソグドとテュルクが混じっていた。
5世紀末か6世紀頃に、ブハラのオアシスではサーサーン朝の硬貨を原料としてブハル・フダーと呼ばれる硬貨が発行された。7世紀には複数の都市でブハル・フダーと中国様式の孔のあいた硬貨が発行された。ソグド人は、遠距離交易用の貨幣と、ソグディアナでの取り引き用の貨幣を使い分けた。遠距離交易にはサーサーン朝の銀貨を使い、ソグディアナ内の取り引きには都市が発行したソグド風の硬貨を使った。このため中国ではソグド風の硬貨は発見されていない。唐の時代から中国産の物資とともに絹や銅貨が大量に流入して、中国の銅貨（銅銭）も流通した。中国風に孔が開いた銅貨も発行され、7世紀のサマルカンドの銅貨は「ソグドの王、サマルカンドの支配者」と刻まれていた。

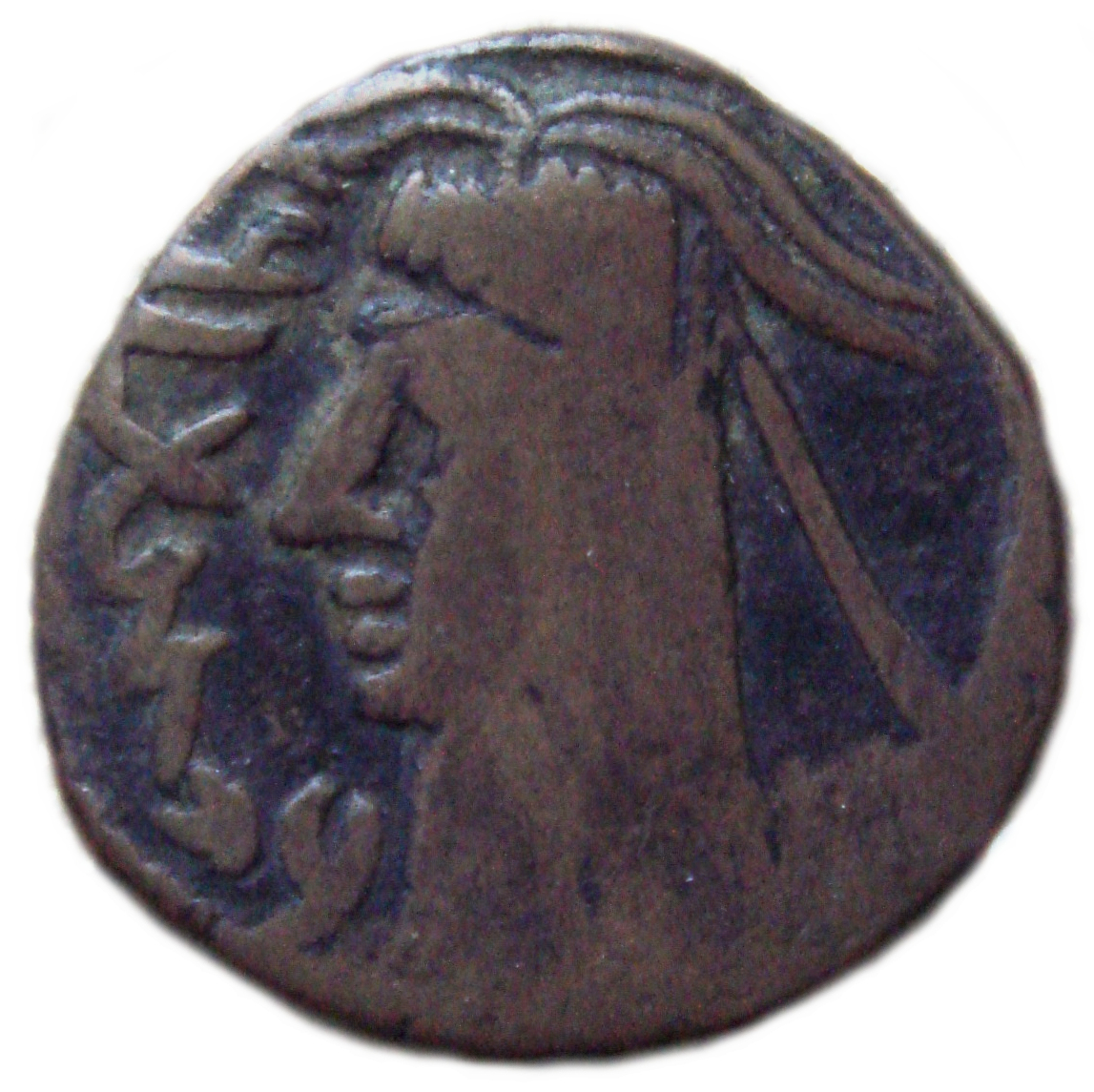
ソグドのコイン、6世紀。大英博物館
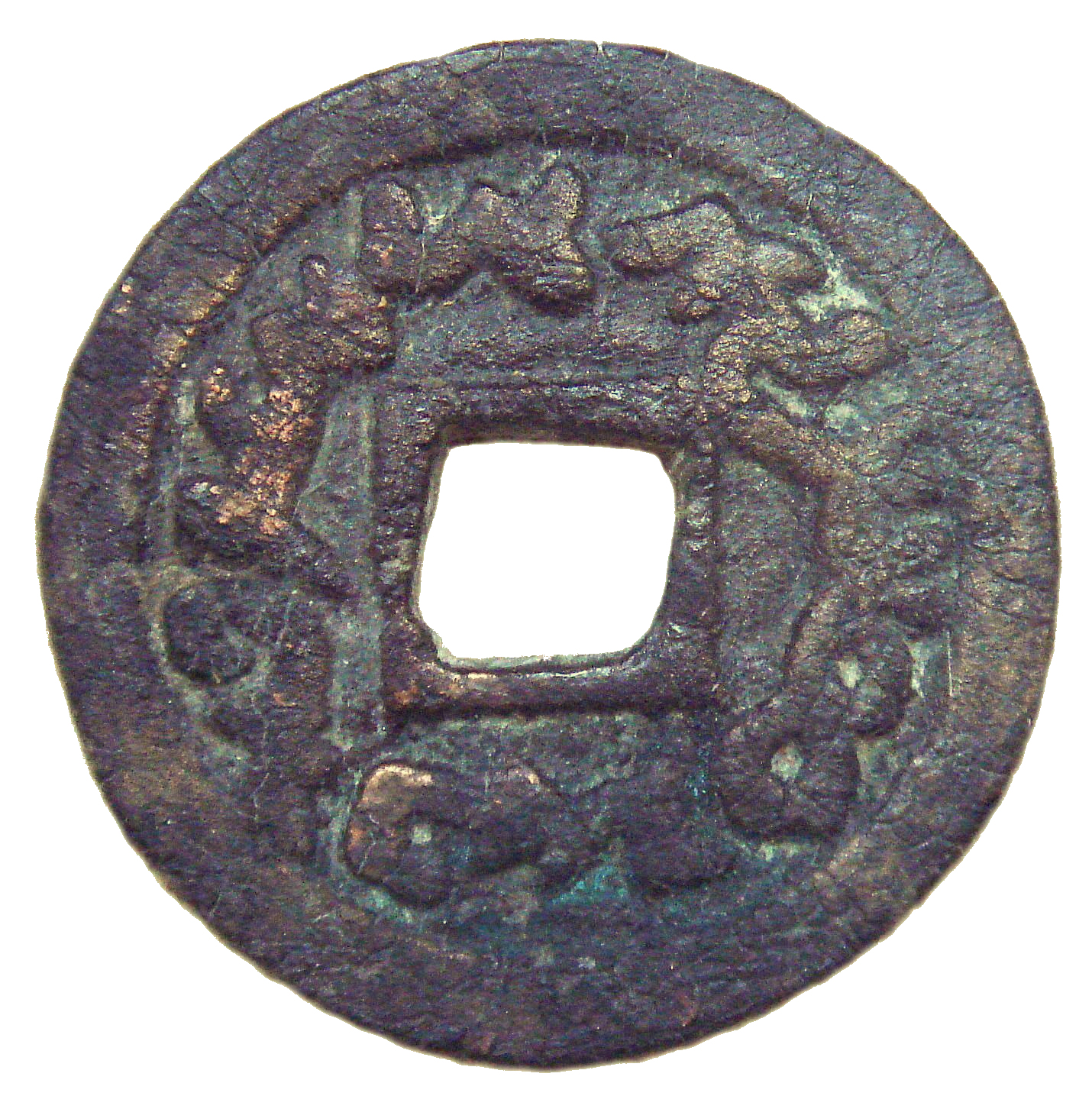
中国風のソグドの硬貨（銅銭）、8世紀。 大英博物館
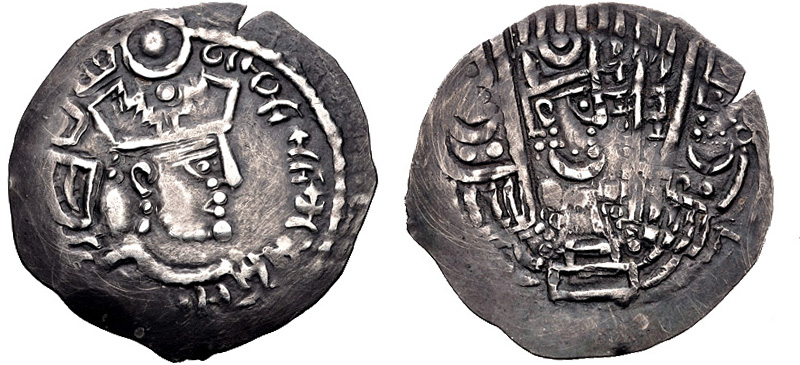
ブハル・フダー

### 金融
遠距離貿易は費用と時間のかかる事業であり、協同で投資をして利益を分配した。取り引きを行う商人と、投資をする出資者（国家、王族、官僚、軍人、地主など）に大きく分かれており、ソグド人も出資者を集めたり、ソグディアナと遠隔地の商人が協同した。7世紀にはソグド人の金貸しが活動していた記録がある。また、ソグディアナの外に住むソグド人の中には、ソグディアナへの軍事行動に資金を提供した可能性もある。8世紀から9世紀にはソグド人の高利貸しが長安などで漢人に融資しており、ソグド人が金貸しとして有力になったため、唐政府はソグド人から借りることを禁じた。

### 紙
アラビア語やペルシア語の文献によると、ソグドの特産品に紙があった。9世紀のバグダードの奢侈品のリストにサマルカンド産の紙があるが、紙を売買していたのがソグド人という記録はない。

## 他民族との関係

### ホラズム人
ホラズム人は、ソグド人と並んで中央ユーラシアで活発に交易をした民族である。ホラズムは地理的にはソグディアナの西方に位置し、西方での交易において有利だった。568年に東ローマ帝国からの使節がコンスタンティノープルに帰る際に、ソグド人とホラズム人（ホリアタイ人）の王が同行しており、両者は協力していたと推測される。その後、ソグド人は唐や突厥との取り引きを有利に進めてホラズムの領域にも進出して、8世紀にはホラズムをソグドの交易圏とした。8世紀のホラズムの銀貨にはホラズム語とソグド語の表記があり、8世紀末にはアラビア語も加わった。ホラズムの銅貨にはソグド語表記がないため、銀貨は国を越える貿易に使われたと考えられる。イスラム王朝によってソグド人の活動が次第に衰退すると、北西での交易は9世紀のうちにホラズム人へと主導権が移った。

### ウイグル人
ソグド人は8世紀に取り引き相手となったウイグルのもとへ入り込み、植民集落（ソグド人コロニー）や植民都市を形成した。ソグド人はウイグルにソグド文化を持ち込み、なかには遊牧民化する者も現れたため、次第に混血が起こり、ソグド系突厥人やソグド系ウイグル人などの集団が生まれた。ソグド文字をもとにしてウイグル文字が考案され、10世紀以降のウイグル文字の仏典はソグド文字にならって縦書きになっている。ソグド人がイスラム王朝によってソグディアナと分断されて衰退してゆくと、ウイグル人は識字力を活かしてオアシス東西ルートの交易を盛んにした。ウイグル文字による手紙や、各種経済文書、行政文書、諸啓典は14世紀まで作成されており、活発な活動がうかがえる。

## 研究の歴史
敦煌文書やトゥルファン文書など、西域文書と総称される文書群にソグド人に関する情報が残されており、発見で史料が増えるにつれて、ソグド人についても次第に明らかになった。トゥルファンでは19世紀末から調査が始まり、1912年の大谷探検隊、1915年のオーレル・スタイン隊、1930年の各国共同の西北科学考査団などのほかにル・コックやグリュンウェーデルのドイツ隊も調査をしている。トゥルファン文書は、3世紀末から8世紀にかけての記録がある。
敦煌文書は、19世紀末に王円籙という道士が莫高窟に住み着いたときに偶然に発見し、20世紀に入るとヨーロッパ各国が相次いで敦煌を訪れた。1907年にスタイン隊が王から大量の文献を購入し、1908年にフランスのポール・ペリオが敦煌を訪れ、1910年には清が文物の流出を知って文書を持ち出し、1911年には日本の大谷探検隊、1914年にはロシアのオイレンブルク隊も王から文献を入手した。1919年には中華民国も文物を収容している。こうして大量の文献が敦煌から持ち出された。敦煌文書は半分以上が9世紀から10世紀のものとされる。
「さまよえる湖」として知られるロプ・ノールの岸辺に位置する楼蘭では、1901年のスウェン・ヘディン、1906年のスタイン隊、1908年の大谷探検隊らが文献を発見した。楼蘭の文書は、3世紀後半から4世紀前半である。そのほか、東トルキスタンではコータン、クチャ、営盤などでも漢文の文書が発見され、西トルキスタンではムグ城址からソグド文字や漢文の文書が出土しており、ムグ文書と呼ばれる。その後も調査は続き、1959年から1975年にかけて中華人民共和国がアスターナ古墓群を調査し、1600点の漢文文書が復元された。

## 関連年表
- 紀元前540年頃 - キュロス2世がソグディアナを征服。
- 紀元前480年 - クセルクセス1世のギリシア遠征にソグド人が従軍。
- 紀元前329年 - アレクサンドロス3世の軍隊がサマルカンドを占領。
- 紀元前140年 - 紀元前130年 - グレコ・バクトリア王国がソグディアナを支配。
- 386年 - 534年 - 北魏の時代に粟特国（ソグド）が交易を行う。
- 5世紀 - 6世紀 - エフタルがソグディアナを支配。
- 6世紀 - 突厥可汗国がソグディアナを支配。
- 646年 - 玄奘の『大唐西域記』で、窣利人として記録される。
- 705年 - 715年 - ウマイヤ朝のクタイバ・イブン・ムスリムがソグディアナを占領。ソグディアナのイスラム化が進む。
- 8世紀 - ウイグル（回鶻）が北方のステップ地域を支配。
- 755年 - 763年 - 安禄山や史思明による安史の乱。乱の失敗により、中国でソグド人が迫害される。
- 840年 - ウイグル可汗国が滅亡。中国でソグド人の同化が進む。

## ソグド人が登場する作品
- 『安禄山 - 皇帝の座をうかがった男』（1966年） - 藤善真澄の小説
- 『西遊妖猿伝』（1983年 - ） - 諸星大二郎の漫画
- 『安禄山』（2012年） - 塚本靑史の小説
- 『肥満 梟雄 安禄山の生涯』（2014年） - 東郷隆の小説
- 『麗王別姫 〜花散る永遠の愛〜』（2017年） - テレビドラマ
- 舞楽『胡徳楽』 ‐ 胡人（ソグド人）の酒宴の模様を擬した雅楽[114]
- 『風起花抄』（2022年） - 胡人（ソグド人）を主人公とするテレビドラマ[115]